# 고체연료

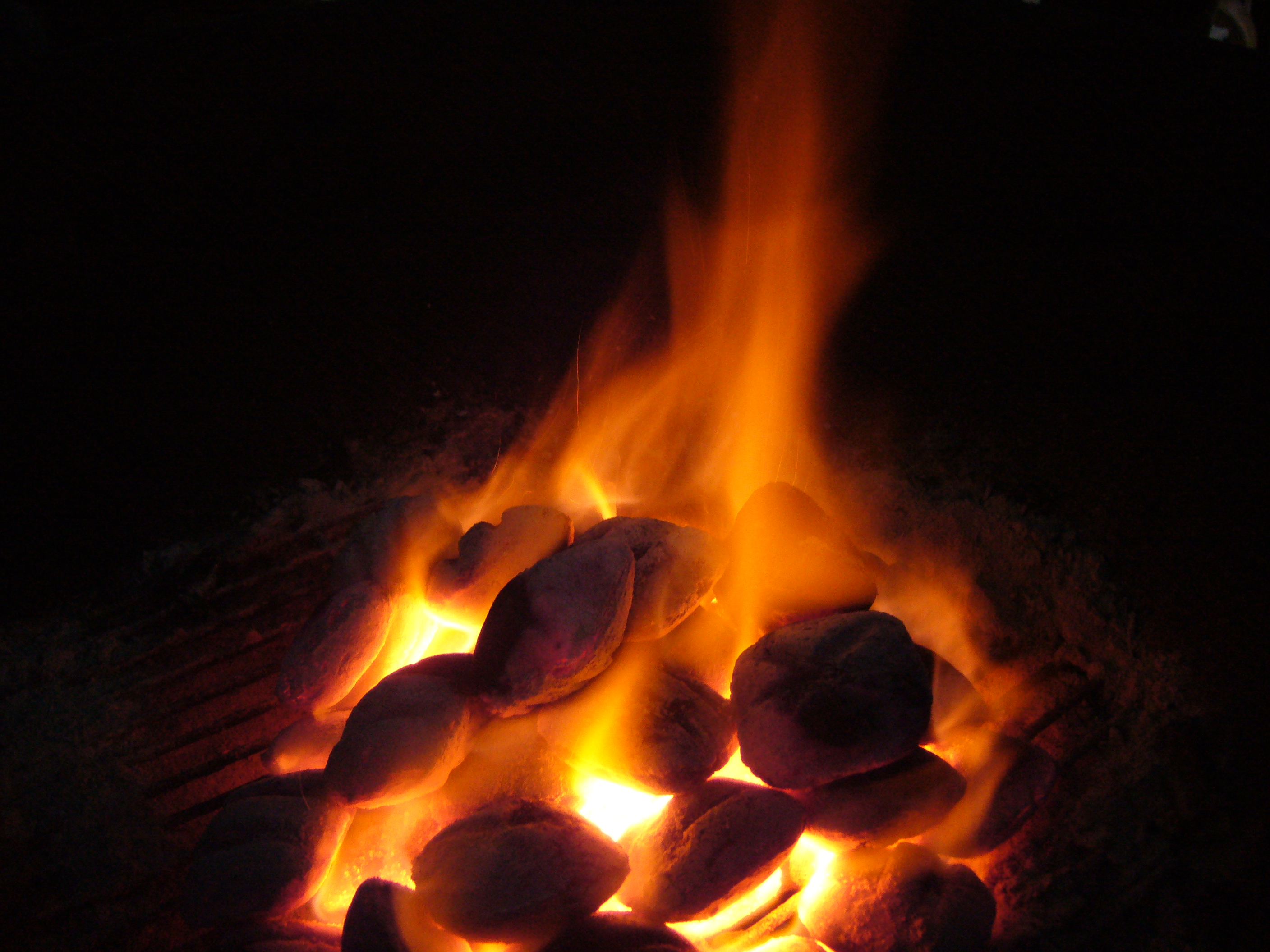
목탄 조개탄으로 구성된 불

고체연료(固體燃料, solid fuel)는 에너지를 내기 위해 태울 수 있는 다양한 형태의 고체형 자재를 의미하며 연소 과정에 빛과 열을 제공한다. 고체 연료와 대비되는 용어로는 액체 연료와 연료 가스가 있다. 고체 연료의 일반적인 예로는 목재, 숯, 이탄, 석탄, 우드 펠릿, 옥수수, 밀, 호밀, 기타 곡물이 포함된다. 고체 연료는 고체 추진체로서 로켓공학에 널리 사용된다. 고체 연료는 인류 역사를 통틀어 보면 불을 만들기 위해 사용되고 있으며 고체 연료는 오늘날에도 전 세계적으로 널리 사용되고 있다.

## 종류

### 목재
목재 연료는 장작, 숯, 나뭇조각, 펠릿, 톱밥과 같은 여러 연료를 의미할 수 있다. 쓰이는 형태는 기원, 수량, 질, 응용분야 등 여러 요인에 의해 달라질 수 있다. 여러 부문에서 목재는 가장 쉽게 구할 수 있는 연료 형태이며 고목을 구하는 경우 도구가 필요 없으며 그 외의 경우라도 도구가 거의 필요하지 않다. 오늘날 목재의 연소는 고체 연료 바이오매스로부터 얻는 에너지 중 가장 많은 이용률을 차지한다. 목재 연료는 음식 조리와 중앙 난방에 사용이 가능하며 종종 발전을 위한 증기기관, 증기 터빈의 연료 공급에도 사용된다. 목재는 실내에서는 용광로, 스토브, 벽난로에 쓰일 수 있으며 실외에서는 용광로, 캠프파이어, 모닥불로 사용할 수 있다. 모든 유형의 불과 마찬가지로 연소하는 목재 연료는 수많은 부산물을 만들어내며 그 중 일부(열기, 증기)는 유용할 수 있으며 일부는 유용하지 않거나 성가시거나 위험할 수 있다.

### 바이오매스
목재가 바이오매스의 일종이지만 이 용어는 일반적으로 연료를 위해 연소시킬 수 있는 다른 천연 식물 자재를 의미한다. 일반적인 바이오매스 연료로는 폐기된 밀, 지푸라기, 견과 껍질, 기타 섬유 물질을 포함한다.

### 이탄
이탄 연료는 충분히 건조되면 연소시킬 수 있는, 부분적으로 분해된 식생이나 유기 물질이 축적된 연료를 말한다.

### 석탄
석탄은 일반적으로 암석층 또는 탄층에서 발생하는 가연성의 검거나 검갈색의 퇴적암이다. 역사적으로 보면 석탄은 에너지 자원으로 사용되고 있으며 주로 전기와 열기를 생산하기 위해 연소되며 금속을 정제하는 등의 산업적 목적을 위해서도 사용된다. 석탄은 전 세계적으로 발전을 위한 최대 에너지 자원이며 전 세계에서 이산화 탄소 방출의 최대의 인위적 자원 가운데 하나에 속한다. 석탄 추출과 에너지 생산 시의 사용, 그리고 그에 따른 부산물은 모두 지구 온난화를 포함한 환경 및 건강의 영향과 관련된다.

### 코크스
코크스는 탄소가 많이 함유되고 불순물이 거의 없는 연료이며 보통은 석탄으로부터 만들어진다. 재와 황이 적은 역청탄의 분해 증류를 통해 얻는 고체 탄소성 물질이다. 석탄으로 이루어진 코크스는 회색이고 딱딱하며 다공성이다. 코크스를 자연에서 채취할 수 있으나 일반적으로 쓰이는 형태는 인공이다.

### 쓰레기
쓰레기는 일반에 의해 버림을 받는 일상 물건들로 이루어진 폐기물을 말한다. 적절한 기술을 사용하면 기체화한 뒤 연료 자원으로 전환이 가능하다. 그러나 매우 기술 중심적이고 폐기물에 독성 물질이 함유되지 않은 상황에서만 사용이 가능하다.

### 로켓 연료
고체 로켓 연료는 질산 암모늄과 같은 고체 산화제로 구성되며 이는 RDX와 같은 에너지 화합물과 가소제, 안정제, 그리고 기타 추가 물질들과 함께 섞인다. 고체 추진 연료는 액체 연료에 비해 보관과 관리가 쉽다. 에너지 밀도도 더 높아서 같은 양의 비축 에너지에 대해 많은 공간을 요구하지 않는다.

## 같이 보기
- 바이오 연료
- 바이오매스
- 화석 연료
- 원자력

## 참고 문헌
- "CO2 Emissions (metric tons per capita)." Data. N.p., n.d. Web. 25 March 2014.
- "Coal Facts." Coal Facts. N.p., n.d. Web. 25 March 2014.
- "Heating Options for Your Home Buying Guide." Electricity, Gas or Solid Fuel? - CHOICE Reviews Heating Options for Your Home. N.p., n.d. Web. 25 March 2014.